# 2005年北戴河国际观鸟大赛

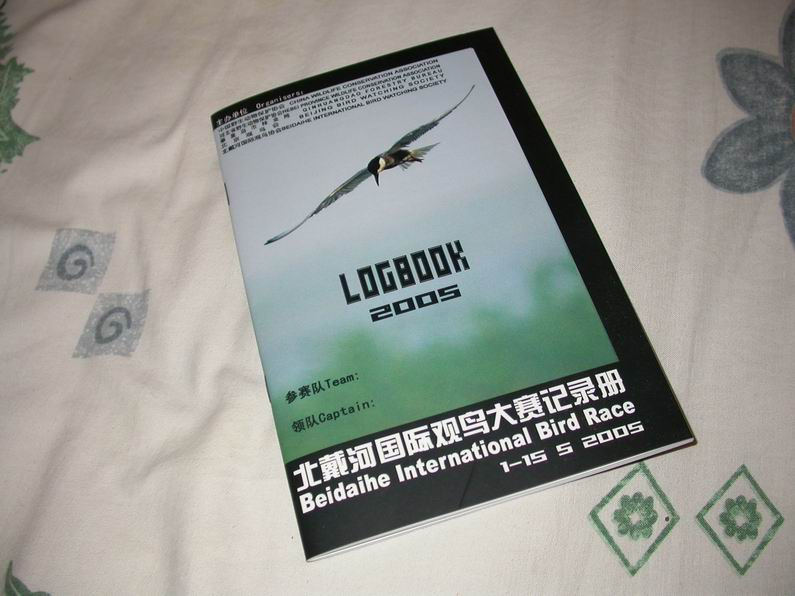
观鸟大赛的记录册

2005北戴河国际观鸟大赛是2005年5月1日到5月15日之间在中国河北省北戴河举办的一次国际性观鸟比赛。

## 赛事背景
北戴河是西伯利亚-东亚-澳大利亚鸟类迁徙途径上的一个重要地点，每年春秋迁徙季节有大量鸟类通过这一通道北上南下，涉及的鸟种包括游禽、涉禽、鸣禽、攀禽等不同生态类群。对观鸟者而言北戴河是观赏东亚鸟类的良好地点。目前北戴河濒海湿地被北戴河市政府划定为市级自然保护区，担保状况堪忧。
1985年春季，毕业于剑桥大学的马丁·威廉思博士根据丹麦鸟类学者1930年代遗留下来的鸟类记录找到北戴河，在当地发现大量迁徙鸟类，并开始向欧美观鸟者宣传北戴河，不久北戴河在观鸟圈中便名声大噪，成为观赏东亚水鸟的胜地。当时正值中国改革开放初期，北戴河是第一个被允许对外国观鸟者开放的地区。自1980年代中后期以来，每年都有大批观鸟者来到这里观鸟。
北戴河一直是华北地区著名的滨海旅游胜地，因国家领导人常在此避暑消夏而成为很多人向往的地方。1980年代以后更多的游人在来到这里避暑旅游，促进了这里的建设。近年来对于旅游开发的呼声不断加大，娱乐场所的建设也一片红火，北戴河境内适合迁徙鸟类落脚生存的一些环境纷纷面对地产开发的威胁，这种趋势对鸟类迁徙构成严重威胁。另一方面，由于政府决策者和普通公众大多并不了解北戴河在鸟类迁徙中的重要地位，使得迁徙鸟类的保护面临极大困难。
2005北戴河国际观鸟大赛由北京观鸟会、中国野生动物保护协会、河北省野生动物保护协会、北戴河市林业局等机构联合举办，旨在通过观鸟比赛的形式，促进中国与国际观鸟者之间的交流，收集春季北戴河鸟类数据，扩大北戴河作为鸟类迁徙通道的影响，通过国际比赛向北戴河市政府施加压力，促进其对鸟类的保护；另外主办者还希望通过国际观鸟赛向某些开发商施加压力，令他们停止对鸟类迁徙和保护有重大威胁的开发项目。

## 比赛状况

### 规则

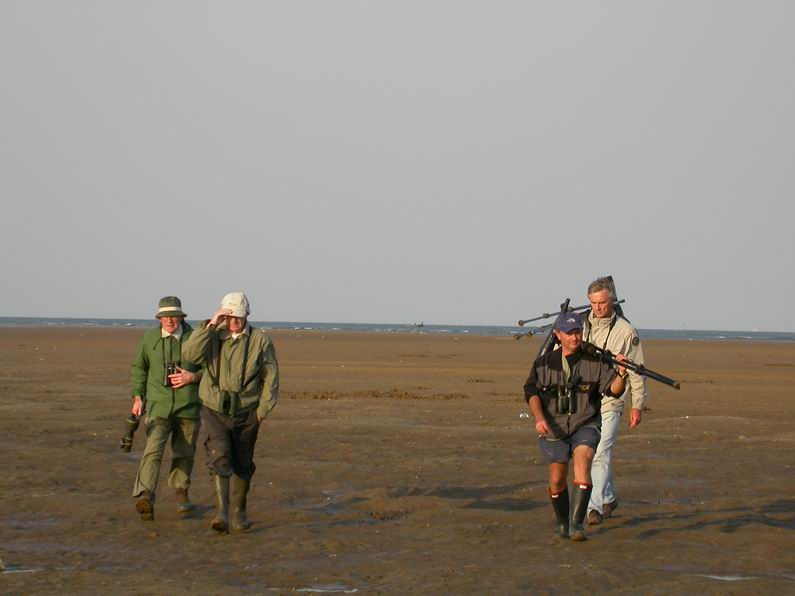
参加比赛的英国队伍

相对于其他观鸟赛事2005北戴河国际观鸟大赛的规则有很多特殊性，它允许参赛者在比赛期间自由选择时段参赛；允许参赛者在比赛期间多次组队参赛；对参赛队伍人数不做限制性规定允许参赛者自由设计参赛路线。这样的比赛规则有利于鼓励观鸟爱好者参赛，更有利于搜集鸟类数据。
1. 每队至少2人，其中1人为领队；有队名。（注：参赛者可2次以上加入不同的参赛队，但只可担任一次领队。）
2. 比赛时间是2005年5月1日0时至15日12时，各队自选这期间任何一个连续的24小时参赛。（注：每队限参赛一次。）
3. 比赛区域是北戴河及周边所有地区，各队任选地点和路线。
4. 本队在赛时内2人以上看到或听到并能够确认的鸟种可记录在册，填写内容包括：目击时间（务必填）、地点（务必填）、数量（尽量填）、备注（仅听到，或雌雄、亚种等其他信息）。
5. 本队赛时结束后，领队负责将记录册尽快提交给评委或评委助理。

比赛设立六种不同奖项，
1. 优胜奖：以观测鸟种多少为判据，一个赛段中观测鸟种数量最多者获奖。
2. 慧眼奖：以观测鸟种稀有程度和困难程度为判据，观测到难于发现的稀有鸟种者获奖。
3. 飞毛腿奖：以行程路线为判据，在一个赛段中覆盖最多观鸟地点者获奖。
4. 至尊奖：针对鸟种的奖项，获奖者为比赛期间观测到的最美丽和珍贵的鸟种，由各参赛队投票评选。
5. 创意奖：在比赛期间发现新观测地点的队伍可以根据观测地点的好坏获得这一奖项。
6. 预测奖：由各参赛队根据以往观测记录和参赛期间气候状况预测大赛期间观测鸟种总数，最接近者获奖。

### 赛程
观鸟大赛开始于5月1日，各参赛队陆续开始在北戴河的观鸟活动，5月14日晚间大赛组委会在北戴河举办交流参会，5月15日中午12时停止接受记录册，15日晚间宣布比赛结果和奖项。

### 比赛结果
2005北戴河国际观鸟大赛共有39支参赛队，308人次参赛，其中来自中国大陆的有110人次，总共记录到252种。参赛对来自英国、美国、法国、澳大利亚、丹麦、瑞典、挪威，台湾的臺北、桃園、彰化、南投和中国大陆的北京、河北石家庄和秦皇岛、上海、河南洛阳、湖南长沙和岳阳等地。比赛结果如下：
- 优胜奖：
  - 第一名：TWITCHER SEVEN队（北京），152种
  - 第二名：TWOHOOTS队（英国），129种，
  - 第三名：WILDWINGS队（英国），125种
  - 第四名：LOW LIST队，118种
  - 第五名：PETE"S FEET，102种
  - 第六名：烙饼烧鸡队、ZHOU and STEVE队，100种
- 至尊奖：橙胸姬鹟——由TWITCHER SEVEN队（北京）观测到
- 慧眼奖：姬鹬——由白耳画眉队（台湾）观测到；淡眉柳莺——由Two Hoots队（英国）、Wildwings队（英国）、烙饼烧鸡队（北京）和Dovgie and Davy队（英国）观测到；斑背大尾莺——由Pete’s Feet队（英国）观测到
- 飞毛腿奖：空缺
- 创意奖：空缺
- 预测奖：Twitcher Seven队和台北二队（都预测250种）

### 比赛记录
比赛期间，来自英国、美国、法国、瑞典、台湾、北京、广州、上海、河南、湖南各地的309人次参赛，共提交记录39份，最终统计显示记录到鸟类252种，其中还有若干珍稀鸟种，包括迁徙途径的小杓鹬800余只、黄嘴白鹭、小白额雁、黑嘴鸥等。